# Liste der Kulturdenkmäler in Hersdorf
In der Liste der Kulturdenkmäler in Hersdorf sind alle Kulturdenkmäler der rheinland-pfälzischen Ortsgemeinde Hersdorf mit den Ortsteilen Niederhersdorf und Oberhersdorf aufgeführt. Grundlage ist die Denkmalliste des Landes Rheinland-Pfalz (Stand: 27. Juni 2022).

## Denkmalzonen
| Bezeichnung                         | Lage                                                      | Baujahr         | Beschreibung | Bild |
| ----------------------------------- | --------------------------------------------------------- | --------------- | --- | ---- |
| Denkmalzone Ortskern Niederhersdorf | Niederhersdorf, Altburgstraße 12–15, Am Gieresberg 1 Lage | 18. Jahrhundert | Ortskern bestehend aus Kirche mit Kirchhof als nordöstlichen Ortsrand, südlich anschließendem ehemaligen Gutshof des Ortsadels, Grasland und Streuobstwiesen zu beiden Seiten des Altburger Baches und weiteren Gehöften gegenüber; idealtypische Anlage eines locker bebauten Dorfes mit Herrschaftshof in der westlichen Eifel vor der Französischen Revolution | BW   |

## Einzeldenkmäler
| Bezeichnung                            | Lage                                                     | Baujahr                     | Beschreibung | Bild                           |
| -------------------------------------- | -------------------------------------------------------- | --------------------------- | --- | ------------------------------ |
| Wohnhaus                               | Niederhersdorf, Altburgstraße 15 Lage                    | 1792                        | Wohnhaus mit Kniestock, bezeichnet 1792, spätere Erweiterung | BW                             |
| Gutshof                                | Niederhersdorf, Altburgstraße 26 Lage                    | 1509                        | ehemaliger Gutshof; Hakenhof: im Kern wohl noch mittelalterliches Wohnhaus mit Treppenturm, Keller ehemals bezeichnet 1509                                                                           | Fotos hochladen                |
| Katholische Filialkirche St. Jakobus   | Niederhersdorf, An der Kirche Lage                       | 15. oder 16. Jahrhundert    | malerische Gruppe, bestehend aus dreiachsigem spätgotischem Schiff und abknickendem Chor, eventuell älterem Ostturm sowie querhausartiger Westerweiterung, 1926/27; zwei Grabsteine, 19. Jahrhundert | weitere Bilder Fotos hochladen |
| Wegekreuz                              | Niederhersdorf, Hauptstraße, bei Nr. 2 Lage              | Anfang des 17. Jahrhunderts | nachgotisches Nischenkreuz, wohl aus dem ersten oder zweiten Jahrzehnt des 17. Jahrhunderts | BW                             |
| Wegekreuz                              | Niederhersdorf, nördlich des Ortes an einem Feldweg Lage | 1783                        | hohes Balkenkreuz, 1783 | BW                             |
| Wegekreuz                              | Oberhersdorf, Kapellenstraße, gegenüber Nr. 1 Lage       | 1805                        | kleines Schaftkreuz, bezeichnet 1805 | Fotos hochladen                |
| Katholische Filialkirche Kreuzerhöhung | Oberhersdorf, Kapellenstraße 5 Lage                      | 1747                        | langgestreckter Saalbau mit Spitzhelmdachreiter, bezeichnet 1747, wohl älter | weitere Bilder Fotos hochladen |
| Wegekreuz                              | Oberhersdorf, Kapellenstraße, bei Nr. 6 Lage             | 1624                        | Schaftkreuz, sogenannter Kyllburger Typ, bezeichnet 1624 | BW                             |
| Hofanlage                              | Oberhersdorf, Zum Brunnen 1 Lage                         | 1727                        | Hakenhof; ehemaliges Flurküchenhaus von 1727, umgebaut und erweitert 1855; Takenschränke und Einrichtung teils original erhalten                                                                     | BW                             |